# Bolinhos de mandioca com mel
Bolinhos de mandioca com mel é um doce tradicional de Cabo Verde.
São feitos misturando ovos inteiros com mel de cana, até formar uma massa homogénea esbranquiçada. Junta-se, de seguida, água, aguardente e azeite. A farinha de mandioca, misturada com bicarbonato de sódio, é misturada em quantidade variável, de forma a poderem-se tender bolinhos que são cozidos em forno quente, em tabuleiros untados.